# Гомер Византийский
Гомер (др.-греч. Ὅμηρος) — древнегреческий грамматик и поэт-трагик из г. Византий, сын Андромаха Филолога и поэтессы Миро, живший в III в. до н. э.
Имел также прозвище Νεώτερος («Младший»), чтобы отличить его от старого Гомера.
Вместе со своим главным соперником поэтом Сосифеем (Σωσίθεος), считается одним из семи великих поэтов и трагиков александрийского канона, или «Александрийской Плеяды» (названых в честь созвездия из семи звезд), живших при дворе Птолемея II Филадельфа в третьем веке до н. э. Кроме Гомера Византийского и Сосифея, туда входили Ликофрон, Филиск Керкирский, Александр Этолийский и др. Учёным не удаётся определить точный список членов этой группы. По разным версиям, туда ещё могли входить Феокрит или Арат, или Никандр.
Специалисты считают, что Гомером Византийским написано от 45 до 57 пьес, все они теперь утеряны.
До наших дней сохранилось лишь название одной трагедии: «Эврипилия».